# Rosa Lindstedt
Rosa Lindstedt, född den 24 januari 1988 i Ylöjärvi i Finland, är en finländsk ishockeyspelare.
Hon tog OS-brons i damernas ishockeyturnering i samband med de olympiska ishockeytävlingarna 2010 i Vancouver.